# 崇文区
崇文区是北京市曾经的一个市辖区，面积16.46平方千米，人口43万人。位置在东经116°23′到116°26′，北纬 39°52′-39°54′之间。全区地势平坦，在海拔40米左右。2010年7月1日，崇文区与北临的原东城区合并，合并后改为新的东城区。
崇文区位于北京城区东南部，永定门和前门之间，除此之外在永定门外有一块地方原来也属于崇文区。周围区为：东为朝阳区，南为丰台区，西为宣武区，北为原东城区。

## 历史沿革
1950年5月，北京市城区调整为九个区（一区至九区），原八、九区并为六区、十区改为七区，十二区改为九区。
1952年9月1日，改六区为前门区，改七区为崇文区，九区撤销，其东部从天桥南大街以东，珠市口东大街以南九个段并入崇文区。
1955年9月，将原东郊区的广渠门外和东便门大桥以东部分以及丰台区的永外地区划入崇文区。
1958年6月1日，原前门区撤销，以前门大街为线，东、西分别划属崇文、宣武二区（前门大街以东，珠市口东大街以北包括打磨厂、西湖营、巾帽、薛家湾四个地段并入崇文区）。

## 合并
2010年7月1日，经中国国务院批准，崇文区与北临的东城区合并，合并后改为新的东城区。合并后，原有的中华人民共和国公民身份号码不再分配“110103”与“110104”号段，改为“110101”与“110102”。

### 历史背景
在合并前夕的2009年，崇文区GDP为176.95亿元，而东城区的GDP为945.4亿元，二者经济差距巨大。距离天安门不到900米的地方就是棚户区，缺乏基本的卫生和管理。

### 国务院批复
2010年7月1日，国务院正式批复了北京市政府关于调整首都功能核心区行政区划的请示,同意撤销北京市东城区、崇文区,设立新的北京市东城区,以原东城区、崇文区的行政区域为东城区的行政区域;撤销北京市西城区、宣武区,设立新的北京市西城区,以原西城区、宣武区的行政区域为西城区的行政区域。

### 改善
在合并后，东城区对现有的空间资源进行有效整合，提高了核心区的承载能力和服务水平，同时也解决四个区结合部管理薄弱的状况。

### 评议
《光明日报》认为一左一右，一东一西，一生一死，一文一武的两座城门被赋予了不少特殊的含义，比如“文成武德，文武并重”“文治武安，江山永固”。而今天看来，崇文、宣武，可谓文武之道，一张一弛。对内以文治国，半部论语治天下，谓之“崇文”；对外以武安邦，不战而屈人之兵，谓之“宣武”。简单的两个地名，其实承载着中华传统文化中的治国思想。但在合并后，崇文宣武变成了东城西城，“文武”变“东西”的遗憾已然造成，后悔抱怨也已无济于事。

## 行政区划
与东城区合并前，崇文区辖前门、崇文门外、东花市、天坛、体育馆路、龙潭、永定门外7个街道，82个社区居民委员会。

## 旅游
崇文区是北京市内比较小的一个区，但其绿化程度却相当高。主要原因是这里的两个公园：天坛和龙潭公园。
其它景点有：
- 袁崇焕祠、墓和庙
- 北京城东南角楼
- 燕墩
- 正阳桥疏渠记碑
- 汀州会馆
- 阳平会馆戏楼
- 南岗子天主堂
- 新革路20号四合院
- 金台书院

## 商业
崇文区过去是北京的手工艺品和商业区，至今这里保留了许多手工艺品制坊。北京最老的丝绸商行和两家正宗北京烤鸭店也在这里。

## 人物
前門東大街10號: 胡錦濤&李克強於1982年入京